# ثريز كومباني
ثريز كومباني (بالإنجليزية: Three's Company)‏ هو مسلسل كوميدي تم إنتاجه في الولايات المتحدة. بدأ عرضه في سنة 1977 على هيئة الإذاعة الأمريكية. بلغ عدد مواسم المسلسل 8 مواسم، بلغ عدد حلقاته 172 حلقة، وتبلغ مدة الحلقة الواحدة 25 دقيقة. تم بث المسلسل لأول مرة بتاريخ 15 مارس 1977 بينما تم بث آخر حلقة منه بتاريخ 18 سبتمبر 1984. من بطولة سوزان سومرز.

## روابط خارجية
- ثريز كومباني على موقع IMDb (الإنجليزية)
- ثريز كومباني على موقع ميتاكريتيك (الإنجليزية)
- ثريز كومباني على موقع الموسوعة البريطانية (الإنجليزية)
- ثريز كومباني على موقع روتن توميتوز (الإنجليزية)
- ثريز كومباني على موقع كينوبويسك (الروسية)
- ثريز كومباني على موقع ألو سيني (الفرنسية)
- ثريز كومباني على موقع قاعدة بيانات الفيلم (الإنجليزية)